# Савоя-Ахая
Савоя-Ахая (на италиански: Savoia-Acaia или Savoia–Acaja, на френски: Savoie-Achaïe) е кадетски клон на Савойската династия, възникнал с Филип I Савойски-Ахая, син на Томас III Савойски, господар (сеньор) на Пиемонт, и на Гуя (Гая) Бургундска. Той приема титлата „Княз на Ахая“, след като през 1301 г. се жени за Изабела дьо Вилардуен, дъщеря на Гийом II дьо Вилардуен, княз на Ахая, и на втората му съпруга Анна Ангела Комнина. Клонът изчезва през 1418 г. със смъртта на Лудвиг Савойски-Ахая, който няма законни наследници.
Столица на феодалното владение е Пинероло (в Пиемонт, Северна Италия).

## Представители
- Филип I Савойски-Ахая (* 1278, † 1334), син на Томас III Савойски, господар на Пиемонт (1282 – 1334), титулярен княз на Ахая (1301 – 1307)
- Жак Савойски-Ахая (* 1315, † 1367), първороден син на предишния, господар на Пиемонт (1334 – 1367), титулярен княз на Ахая
- Филип II Савойски-Ахая (* 1340, † 1368), първороден син на предишния, претендент за Сеньория Пиемонт и Княжество Ахая като лишен от наследство от баща си
- Амадей Савойски-Ахая (* 1363, † 1402), второроден син на предишния, господар на Пиемонт (1367 – 1402), титулярен княз на Ахая
- Лудвиг Савойски-Ахая (* 1364/1366, † 1418), брат на предишния, господар на Пиемонт (1402 – 1418), титулярен княз на Ахая.

Единственото дете на Лудвиг Савойски-Ахая – извънбрачният му припознат син Лудвиг (* 1390, † 1459), поставя началото на линията Савоя-Ракониджи под името Лудвиг I Савойски-Ракониджи, просъществувала до 1605 г. Той е господар (сеньор) на Панкалиери (от 1407 г.), Ракониджи и Милябруна (от 23 февруари 1414 г.), Кастелрайнеро и Кавур (от 1417 г.).
През 1320 г. извънбрачният син на Филип I Савойски-Ахая – Анселм, нар. „Извънбрачни Ахейски“ († сл. 1369) поставя началото на морганатичната линия Коленьо и Алтесано Инфериоре, просъществувала до 1598 г.
Пруз 1418 г. извънбрачният син на Жак Савойски-Ахая – Антонио, нар. „Ди Мореа“ поставя началото на морганатичната линия Савоя-Буска, просъществувала до 1477 г.

## Произход на княжеството
Княжеството Ахая (или Ахея) е създадено от Вилхелм I дьо Шамплит. От него то преминава в ръцете на другаря му по оръжие Жофроа I дьо Вилардуен по време на Четвъртия кръстоносен поход. След женитбата на Изабела дьо Вилардуен (дъщеря на Жофроа II дьо Вилардуен – син на Жофроа I) с Филип Анжуйски – син на Шарл I Анжуйски, то попада в ръцете на Сицилианските Анжуйци. През 1285 г. Шарл умира без наследници и през 1289 г. суверенитетът над Ахая се връща при Изабела, която се омъжва повторно, този път за Филип I Савойски – син на Томас III Савойски. Филип става княз на Ахая и дава името на линията Савоя-Ахая.
Автономията на Филип I Савойски-Ахая в Пиемонт е силно ограничена от чичо му граф Амадей V Савойски и той се надява с такъв брак да получи по-голям престиж. Противно на очакванията обаче той успява да покори единствено Коринт и Патра. Обезверен, Филип I се връща в Пиемонт заедно със съпругата си Изабела и дъщеря им Маргарита. Двете жени са били държани в плен от Шарл II Анжуйски, за да коригира онова, което счита за узурпация на титлата на Ахая и заради разногласията между Савоя и Шарл в Южен Пиемонт. През 1307 г. Филип е принуден да отстъпи титлата и в замяна на това Шарл II му дава Графство Алба.
През 1305 г., вследствие на борбите за наследяване на престола на Маркграфство Монферат след смъртта на Джовани I, Томас Савойски-Ахая се опитва да разшири предходните си владения в Пиемонт, разположени около Пинероло, които са значителни и още преди номинирането му за владетел на Ахая. Основните му цели са Асти, Киери и Ивреа.

## Политика на Жак Савойски-Ахая
През 1314 г. и Фосано става част от територията на Савоя-Ахая, превръщайки се в негова втора столица. Филип желае при смъртта си да бъде наследен от сина си Жак Савойски-Ахая. Филип умира през 1334 г., но Жак всъщност управлява едва от 1340 г.
Чрез женитбата си за Сибила дел Балцо (Сибил дьо Бо), дъщеря на генерал на Шарл II Анжуйски, Жак укрепва трудните си взаимоотношения с французите. Обтегнати остават отношенията му с владетелите на останалите пиемонтски княжества, по-специално с Манфредо IV дел Васто от Салуцо, с Джовани II от Монферат и с Амадей VI Савойски от Савойското графство.
Обявявайки война на Палеолозите, Жак окупира Ивреа, с което предизвиква гнева на Амадей VI Савойски, който обсажда Фосано през 1359 г. През 1360 г. Жак е обявен за предател и е взет в плен, като успява да получи свобода си само срещу огромен откуп.

## Край: Амадей и Лудвиг Савойски-Ахая
Амадей Савойски-Ахая е второродният син на Жак Савойски-Ахая и става негов наследник, след като по-големият му брат Филип Савойски-Ахая е лишен от наследство от баща им.
Останал в добри отношения с Амадей VII Савойски и със сина му Амадей VIII Савойски, Амадей Савойски-Ахая влиза в конфликт с Томас III от Салуцо, когото пленява, и с Теодор II Монфератски, от когото взима Мондови през 1396 г.
Амадей умира без синове и e наследен от брат си Лудвиг Савойски-Ахая, който се опитва да оправи отношенията с Маркграфство Монферат чрез внимателна брачна политика, но продължава войната с Маркграфство Салуцо.
Смъртта на Лудвиг през 1418 г. означава край на династията. Графът на Савоя Амадей VIII Савойски включва териториите на Ахая в Пиемонт и Пинероло престава да бъде столица.